# Vijariego Blanco
Die weiße Rebsorte Vijariego Blanco stammt aus Spanien. Sie erbringt säurebetonte, geschmacklich eher neutrale Weißweine, die gut für Schaumweinproduktion geeignet sind. Sie wurde bereits im Jahre 1807 von Simón de Rojas Clemente y Rubio in seinem Werk Variedades de la vid común que vegetan en Andalucía  unter der Bezeichnung Vigiriega Común erwähnt. Durch genotypische Untersuchungen alter, auf dem amerikanischen Kontinent bekannter Rebsorten scheint gesichert, dass Vijariego Blanco bereits gegen Ende des 15. Jahrhunderts gemeinsam mit den Sorten Listán Prieto, Muscat d’Alexandrie, Palomino und Torrontés auf den Kanarischen Inseln eingeführt, und von dort weiterverbreitet wurde. Vijariego Blanco entstammt vermutlich natürlichen  Kreuzung zwischen Hebén und einem noch unbekanntem Partner. Trotz des Namens handelt es sich nicht um die farbliche Mutation der auf den Kanarischen Inseln angebauten Vijariego Negro.
Auf den Kanarischen Inseln ist sie in allen D.O. Weinen (Abona, Valle de Güímar, Tacoronte-Acentejo, Ycoden-Daute-Isora) zugelassen. Auf dem spanischen Festland ist die Sorte im Anbaugebiet Granada und in der Region La Mancha vertreten. Im Jahre 2016 waren in Spanien insgesamt 369 Hektar Rebfläche mit Vijariego Blanco bestockt.

## Ampelographische Sortenmerkmale
- Die mittelgroßen Blätter fünflappig und praktisch nicht gebuchtet.
- Die Traube ist mittelgroß. Die fast kugelförmigen Beeren sind von blass-gelber Farbe.

Reife: Die Rebsorte reift ca. 25 Tage nach dem ‘Gutedel’ und gilt somit als mittelspät bis spät reifend.
Die ertragreiche Rebe ist wenig anfällig gegen Rebkrankheiten.

## Synonyme
Bujariego, De Diego, Diego, Verijadiego Blanco, Vijariego Blanco, Vijiriega Blanca, Vijiriega Común, Vijiriego und Vujariego.